# Chiesa della Santissima Trinità (Crema)
La chiesa della Santissima Trinità è un edificio religioso in stile barocco situato nel centro storico di Crema, in provincia di Cremona.

## Storia

### I primi secoli

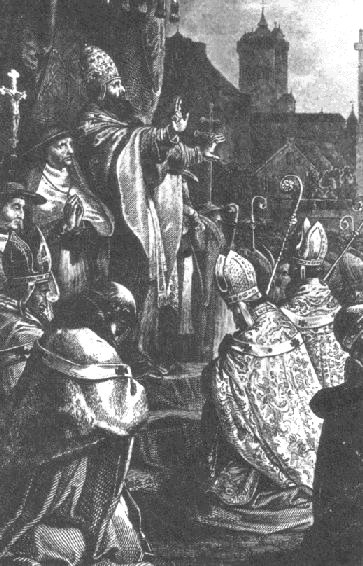
Papa Urbano II

La prima notizia dell'esistenza di una chiesa dedicata alla Santissima Trinità a Crema è una bolla pontificia datata 16 marzo 1095 firmata da papa Urbano II. Vi sono elencati 133 monasteri posti sotto la giurisdizione dell'abbazia di Cluny; tra questi vi sono anche tre monasteri cremaschi: San Pietro presso Ombriano, San Pietro di Madignano ed il monastero della Santissima Trinità di Crema, tutte obbedienze del monastero di San Paolo d'Argon.
Dunque in quell'anno esisteva già una chiesa ed un monastero, certamente non anteriore al 920, anno in cui fu introdotto il culto alla Santissima Trinità a cura di Stefano, vescovo di Liegi; verosimilmente la chiesa potrebbe essere sorta tra la fine del X e l'inizio dell'XI secolo; impossibile sapere anche quando vi si stanziarono i cluniacensi; per stabilire un legame diretto con l'abbazia di San Paolo d'Argon questo è certamente avvenuto dopo l'anno di fondazione del monastero bergamasco per volontà di Ghisalberto nel 1079.
Altri documenti noti risalgono alle bolle di papa Callisto II (1120 e 1121) e papa Onorio II (1125) nelle quali vi vengono elencate le cappelle e le chiese dipendenti da San Paolo d'Argon, mentre in seguito sappiamo della cessione di beni a Ombriano, Bagnolo Cremasco, Capergnanica e Chieve, conservando ad ogni modo il controllo sulla chiesa cittadina.
La chiesa probabilmente andò distrutta (e, in seguito, ricostruita) dopo l'assedio del Barbarossa del 1159/1160: infatti, una bolla di papa Alessandro III risalente all'anno 1178 elenca le dipendenze di San Paolo d'Argon citando anche quelle non più di pertinenza, ma non vi è menzionata la Santissima Trinità. Durante la ricostruzione della città (1185-1199) l'area in cui sorgeva la chiesa veniva inclusa nell'allargamento dell'area protetta e iniziava ad essere documentata una seconda chiesa dedicata al Santo Sepolcro collocata esternamente alla difese, probabilmente costruita per provvedere al supporto spirituale degli abitanti residenti nella campagna appena fuori Porta Ombriano.
Il monastero fu abitato dai monaci cluniacensi forse fino a prima dell'anno 1314; infatti, in un documento datato 9 luglio di quell'anno, vi è riportato il nome del parroco secolare di San Sepolcro - Fasano da Lodi - risiedente, tuttavia, presso la Santissima Trinità. Pure le successive citazioni dei parroci di San Sepolcro narrano della caratteristica di risiedere in un'abitazione adiacente alla chiesa urbana.
Un lascito testamentario del nobile Venturino Gambazocca datato 1393 permetteva di accantonare denaro per una sua riedificazione: i motivi li deduciamo dallo storico Terni che descrive l'edificio come caduta gesa citando l'anno 1407.
Proprio dall'edificio - probabilmente diroccato - nell'anno 1402 Giovanni Antonio Marchi, ritenuto il capostipite di una nobile famiglia cremasca, nell'ambito delle lotte tra fazioni guelfe e ghibelline, sparò un colpo di spingarda in direzione del castello di Porta Ombriano ferendo gravemente il capo dei ghibellini bergamaschi Gentilino Soardo venuto in soccorso ai cremaschi.
Dal 1462 la chiesa divenne la sede ufficiale della parrocchia in sostituzione della chiesa di San Sepolcro, mentre nel 1466 il monastero di San Paolo d'Argon fu trasformato in commenda, affidandola al primo commendatario monsignor Giovanni Battista Colleoni, protonotario apostolico e canonico della cattedrale di Bergamo. Questi si trovò davanti, nel 1477, alla prima emergenza per la chiesa cremasca: infatti, per le conseguenze di un'eccezionale nevicata l'edificio crollò di nuovo; quindi, con atto datato 30 giugno 1479 si affidava al mastro muraro Giuliano Ogliari il progetto della nuova edificazione terminata nel 1486.

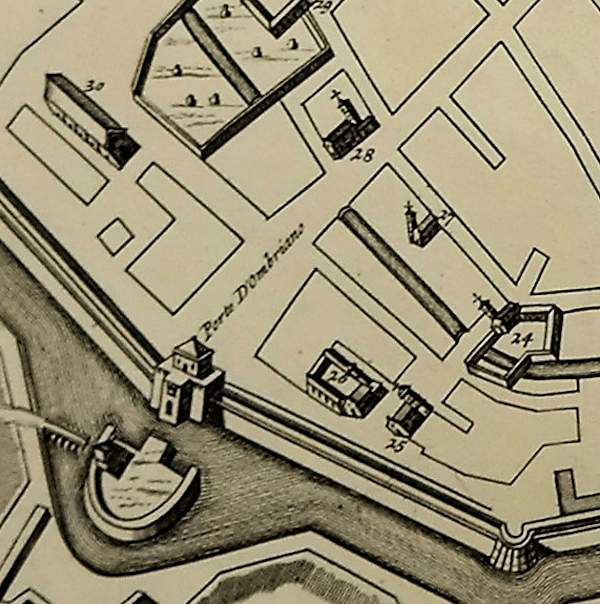
Particolare della mappa di Crema, acquaforte di Pierre Mortier del 1708. Al numero 28 la chiesa della Santissima Trinità

Monsignor Colleoni incentivava il trasferimento a Crema, nella vicinia degli Spoldi, delle monache benedettine cluniacensi fino al 1489 residenti a San Fabiano presso Farinate; un luogo probabilmente ritenuto insicuro e periferico, soggetto a scorribande di eserciti; tuttavia, essendo cresciute di numero, chiesero e ottennero nel 1493 di occupare lo spazio del convento della Santissima Trinità.
Nel 1498 monsignor Colleoni rinunciava alla commenda che venne quindi ceduta al monastero cassinese di Santa Giustina di Padova; le monache, non avendo più referenti benedettini ottennero da papa Leone X nel 1507 la trasformazione in monache domenicane; quindi fecero costruire un nuovo convento nell'area a nord dell'antico centro storico inglobata nelle nuove mura venete, stabilendovi in esso dopo il 1520. Le varie proprietà dell'ex commenda, invece, furono assegnate alle diocesi e trasformate in benefici semplici.

### Dalla ricostruzione settecentesca ad oggi
Fin dall'anno 1515 era attivo il Consorzio del Santissimo Sacramento, una confraternita che promuoveva il culto dell'eucaristia, ma svolgeva anche ruoli amministrativi e finanziari accrescendo nel tempo di importanza, nominando al suo interno "sindaci" e "priori". Nel 1736 stanziarono la somma di 45.000 Lire venete per far edificare una nuova chiesa affidando il progetto all'architetto Andrea Nono; l'anno successivo iniziarono i lavori di demolizione e riedificazione; tuttavia, durante la costruzione prendendo atto dell'inadeguatezza del precedente campanile nel 1738 fu deliberato e affidato l'incarico all'architetto Nono della costruzione di una nuova torre.
La chiesa fu terminata e consacrata nel 1740 mentre l'anno successivo fu completato il campanile; i costi finali lievitarono a 89.000 Lire venete sia a causa della costruzione della nuova torre campanaria sia per l'aggiunta dei numerosi marmi utilizzati all'interno dell'aula. Non mancò anche un contenzioso con l'architetto Nono cui si risolse tramite un accomodamento.
Seguirono nel corso del XVIII secolo le decorazioni interne affidate ai fratelli Galliari, quindi le affrescature ed il completamento degli allestimenti degli altari. Risale al 1783 il montaggio dell'organo a cura della famiglia Serassi (che riassettò lo strumento anche negli anni 1835 e 1840). L'organo attuale, tuttavia, veniva costruito dalla ditta Benzi e Franceschini nel 1909 e restaurato dalla ditta Inzoli nel 2006.
Le bussole dei due ingressi furono realizzate da Antonio Antolini nel 1803, mentre al 1830 risalgono i due pulpiti di Giovanni Annessa.
Nel 1822 vi veniva depositato il corpo di San Teodoro martire, il quale, come recita un quadretto esplicativo, proverrebbe dalla catacomba di Sant'Agnese in Roma e veniva portato a Crema dal padre barnabita Filippo Premoli nel 1761. Si tratta di un bambino ed è collocato in un'urna fusa nel 1923 in occasione del centenario della traslazione.
Significativi restauri conservativi furono intrapresi nel 1885, negli anni 1954-1958, nei bienni 1982-1983 e 2004-2005.
Nel 2018 veniva costituita l'unità pastorale con la parrocchia della Cattedrale.

## Descrizione
La chiesa della Santissima Trinità, che i cremaschi chiamano confidenzialmente Santa Trìnita (con l'accento sulla prima i), si colloca in pieno centro storico parallelamente all'antica Contrada di Porta Ombriano, un antichissimo toponimo in uso fino al 1887 quando una delibera comunale ne mutò nome in via XX Settembre a ricordare l'entrata delle truppe italiane a Roma e la caduta del potere temporale del papa (20 settembre 1870).

### Esterno

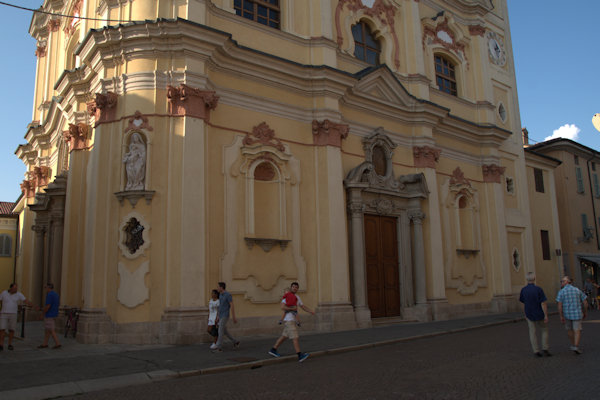
L'ordine inferiore

Esternamente è caratterizzata dalla peculiarità di avere due facciate; trovandosi in uno spazio ristretto tra abitazioni, Andrea Nono ideò questa soluzione per darle visibilità nel contesto urbanistico. Il disegno, tipicamente barocco, è piuttosto complesso: una trabeazione aggettante divide le due facciate in due ordini: in ognuno dei quali delle lesene con capitelli in finto cotto producono tre specchiature mistilinee. All'ordine inferiore, al centro, si aprono i due portali; ai lati della facciata lungo via XX Settembre si collocano in più delle nicchie che emergono da una base aggettante e provviste di mensole; nel catino è presente una conchiglia in finto cotto sovrastata da una cimasa e da un cartiglio con testa d'angelo.

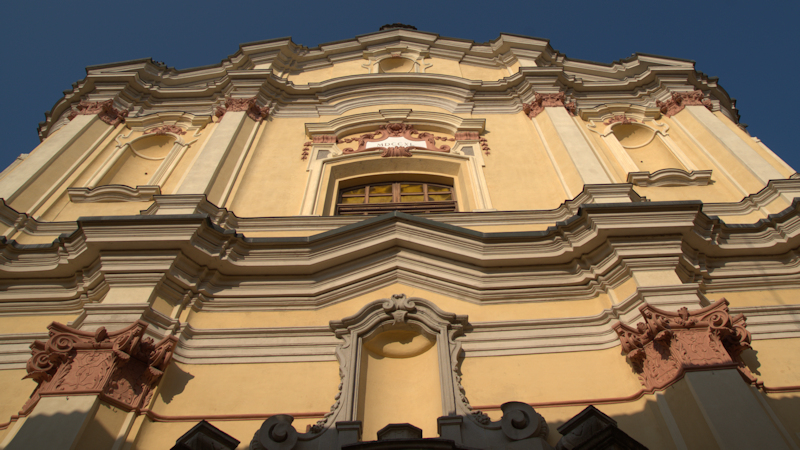
L'ordine superiore della facciata principale

I due portali sono simili ed eseguiti in pietra proveniente dalle cave di Osio e Brembate; presentano due colonne su basamento, capitelli compositi e pulvini; sostengono una mossa trabeazione con due basamenti, forse con l'intento mai realizzato di collocarvi delle statue. Al centro è posta una nicchia con volute, un catino con conchiglia e cimasa, sempre a volute, con festoni ai lati. Il portale laterale si differenzia perché in mezzo vi si apre una finestra affiancata da festoni e di forma ellissoidale e, sotto, un cartiglio con la scritta:
Un alto zoccolo sostiene il secondo ordine, sempre con lesene in asse a quelle dell'ordine inferiore.
La facciata principale presente nelle specchiature laterali due nicchie con cimasa e volto d'angelo. Al centro si apre la finestra con una cimasa mistilinea che contiene la data del termine della costruzione MDCCXL (1740). Nella facciata laterale, invece, si aprono tre finestre molto movimentate che contribuiscono a dare luce all'interno, con architravi arcuate, festoni e testine d'angelo..
Nel raccordo arcuato tra le due facciate troviamo dal basso verso l'alto: una specchiatura in rilievo, una finestra a ovulo mistilineo, una nicchia con cartiglio in finto cotto e testina zoomorfa. All'ordine superiore troviamo ancora una nicchia.
Molto elaborati anche i due timpani; quello della facciata principale è triangolare, diviso in tre campi con nicchia centrale; sostiene quattro pilastrini con pinnacoli a forma di anfora in pietra arenaria e ceppo gentile. All'apice emerge una cuspide con la croce.
Diverso il timpano della facciata laterale, di forma mistilinea; al centro è murato un bassorilievo (sempre in finto cotto) con il simbolo della Trinità: un triangolo raggiato con l'occhio di Dio. Due i pinnacoli con al centro la croce.

### Il campanile

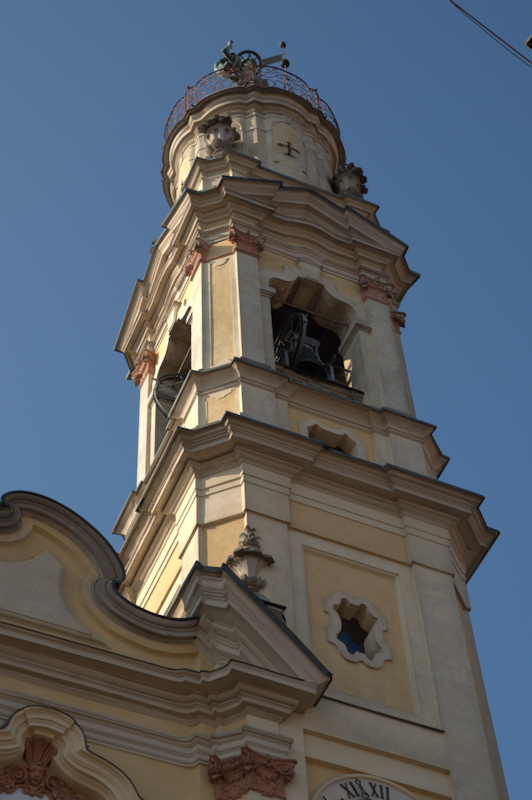
Il campanile

È collocato sul lato destro, racchiuso tra la chiesa ed alcune sue pertinenze; ne fu deciso il rifacimento durante la ricostruzione dell'edificio per mantenere la stessa coerenza stilistica. Presenta una base quadrata di circa 3 metri per lato ed è alto 37 metri, esclusa la statua del Redentore.
È diviso in due ordini: quello inferiore, alto pressappoco quanto la chiesa, presenta delle specchiature, cinque sul lato prospiciente via XX settembre; sui lati est e sud, al centro si aprono delle finestre di forma mistilinea, mentre alla quarta specchiatura, solo sul lato meridionale, è collocato il quadrante dell'orologio del diametro di circa 2,30 metri.
Una cornice aggettante introduce al secondo ordine, quello con la cella campanaria che riprende lo schema estetico della facciata con lesene dotate di basamento e capitello le quali sorreggono una trabeazione tripartita, sagomata centralmente. Le aperture, pure di forma mistilinea, sono provviste di balaustre.
Sopra si colloca un basamento con pinnacoli che sorregge un corpo circolare decorato da motivi a tutto sesto e terminante da una ringhiera in ferro che circonda una copertura in rame curvilinea. All'estrema sommità il Redentore è sorretto da un perno che permette di girarsi secondo la direzione del vento; è in rame sbalzato con un braccio alzato, mentre l'altro sorregge vicino al corpo il globo.

### Interno

#### La pianta

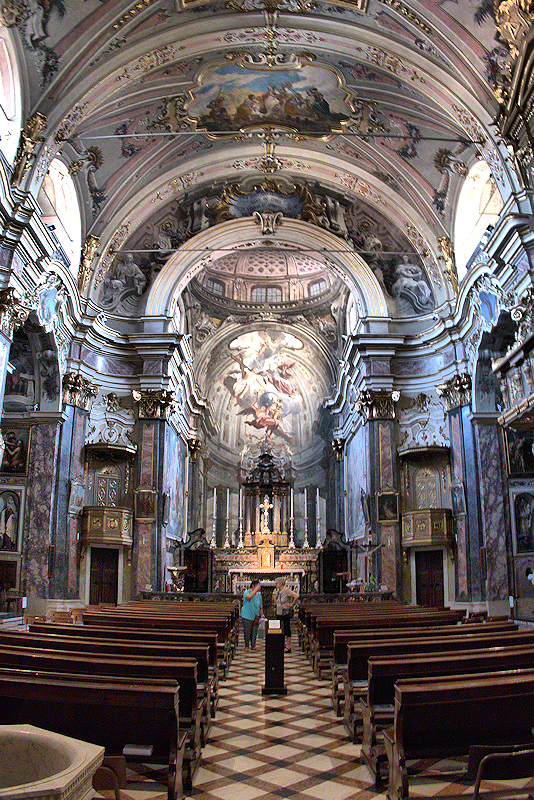
L'aula interna

La chiesa è a navata unica, di forma rettangolare con le dimensioni di circa 27 per 17 metri. È divisa in tre campate con altrettante cappelle arcuate (quella centrale destra contiene la bussola dell'ingresso laterale e l'organo), sopra le quali sorgono i matronei con arco ribassato e balaustra. Le cappelle sono molto elaborate, con complesse profilature e cornici con cartiglio centrale. Al centro della forma dell'aula si innesta il vano del presbiterio, molto più stretto e basso con abside piana.

#### Parete sinistra

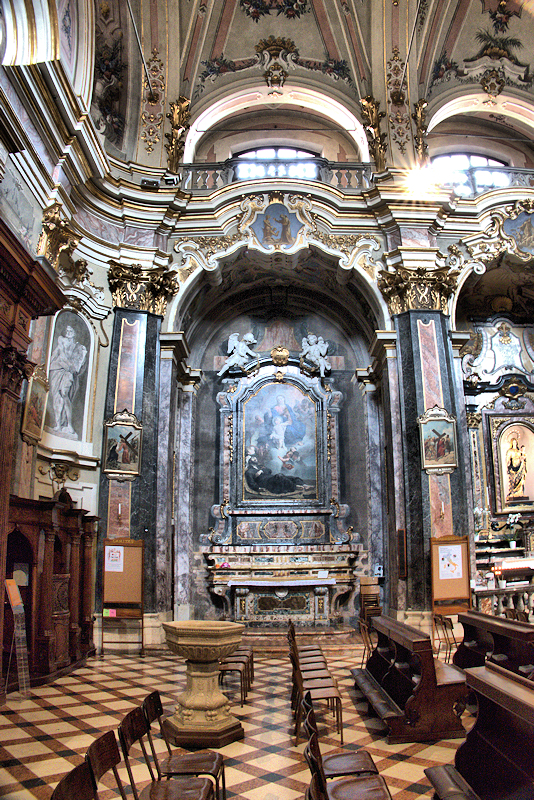
La cappella dedicata a San Francesco Saverio

La prima cappella sinistra è dedicata a san Francesco Saverio e la decorazione è opera dei fratelli Galliari. È priva di balaustra e nella chiave d'ingresso la medaglia presenta una scena monocromatica raffigurante San Francesco Saverio che battezza gli infedeli; alle pareti laterali sono appese due tele attribuite a Giovanni Brunelli e raffigurano San Francesco Saverio che libera un'ossessa e San Francesco Saverio che resuscita una defunta. L'altare risale al 1778, di autore ignoto e presenta una mensa con alto basamento e volute capovolte, lesene laterali che sorreggono un arco mistilineo; sopra due angeli in stucco tengono un festone con cartiglio centrale; in mezzo vi è collocata una tela di Giuseppe Peroni raffigurante La Madonna e San Francesco Saverio. Sulla volta sono dipinti angioletti che recano in mano rose e gigli.

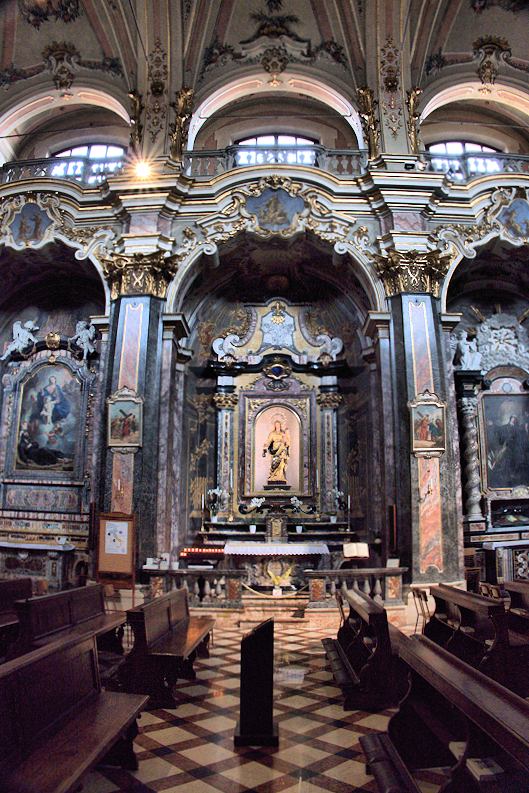
La cappella dedicata alla Madonna del Carmine

Nella seconda cappella sinistra, originariamente dedicata a San Francesco da Paola, vi si venera la Madonna del Carmine. È provvista di balaustra, opera di Domenico Catella del 1825; nel cartiglio della chiave d'arco è raffigurata La Gloria di San Francesco di Paola. Inizialmente decorata dai fratelli Gru, 1762 fu completamente rivista dai fratelli Giuseppe e Giovanni Torricelli per volontà del Consorzio del Santissimo Sacramento con effetti illusionistici e finta finestra.
Alle pareti laterali sono collocate due tele che riproducono il tema dell'Annunciazione realizzate da Tomaso Pombioli. L'altare è opera di Ambrogio Pedetti e risale al 1744, eseguito in forme mosse con marmi policromi e medaglione centrale con una croce; supporta un tabernacolo sulla cui apertura è riprodotta la Resurrezione di Gesù. L'alzata e composta da due lesene con capitelli compositi sorreggenti una trabeazione in marmo nero; termina il tutto un alto fastigio con conchiglia centrale. Al centro è collocata la statua della Madonna del Carmine, opera di Gordiano Sanzio del 1836.

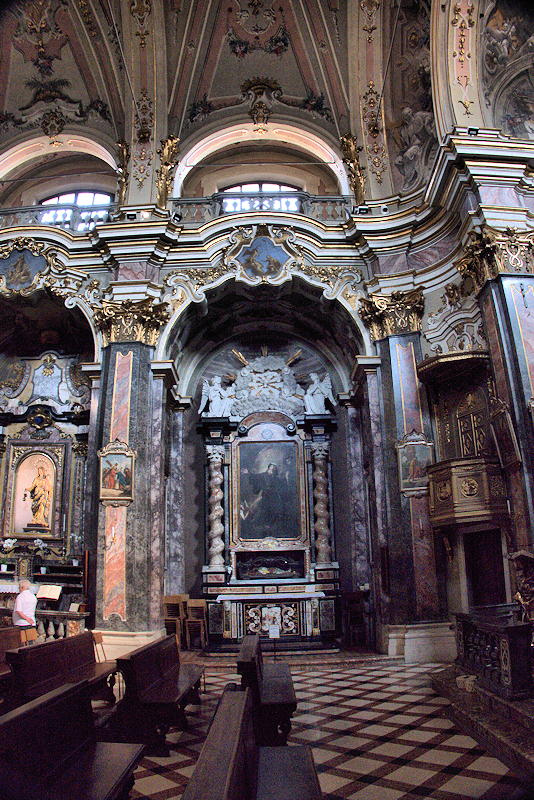
La cappella dedicata a San Francesco da Paola

La terza cappella sinistra è frutto di una serie di cambiamenti e riassestamenti iniziati nella prima metà del XIX secolo ed ora è intitolata a San Francesco da Paola; simile per impianto architettonico alle precedenti, presenta una decorazione illusionistica di Fabrizio Galliari; nel medaglione d'ingresso vi è raffigurata l'Annunciazione. Alle pareti laterali le tele La comunione di San Gerolamo e La Comunione della Maddalena, opere di autori anonimi del XVII secolo. L'altare in marmi policromi è attribuito con alcuni dubbi a Domenico Catella e risalirebbe al 1825 e riprende in bassorilievo il tema dell'Annunciazione; sopra, un gradino sorregge l'urna con i resti mortali di San Teodoro mentre ai lati si innalzano due colonne tortili con capitelli e pulvini neri che sorreggono un arco; tra due angeli in stucco, infine, si sviluppa un motivo con la colomba dello Spirito santo e raggi dorati.
Al centro l'ancona è una tela di Federico Bencovich detto il Fedrighetto e raffigura San Francesco da Paola.

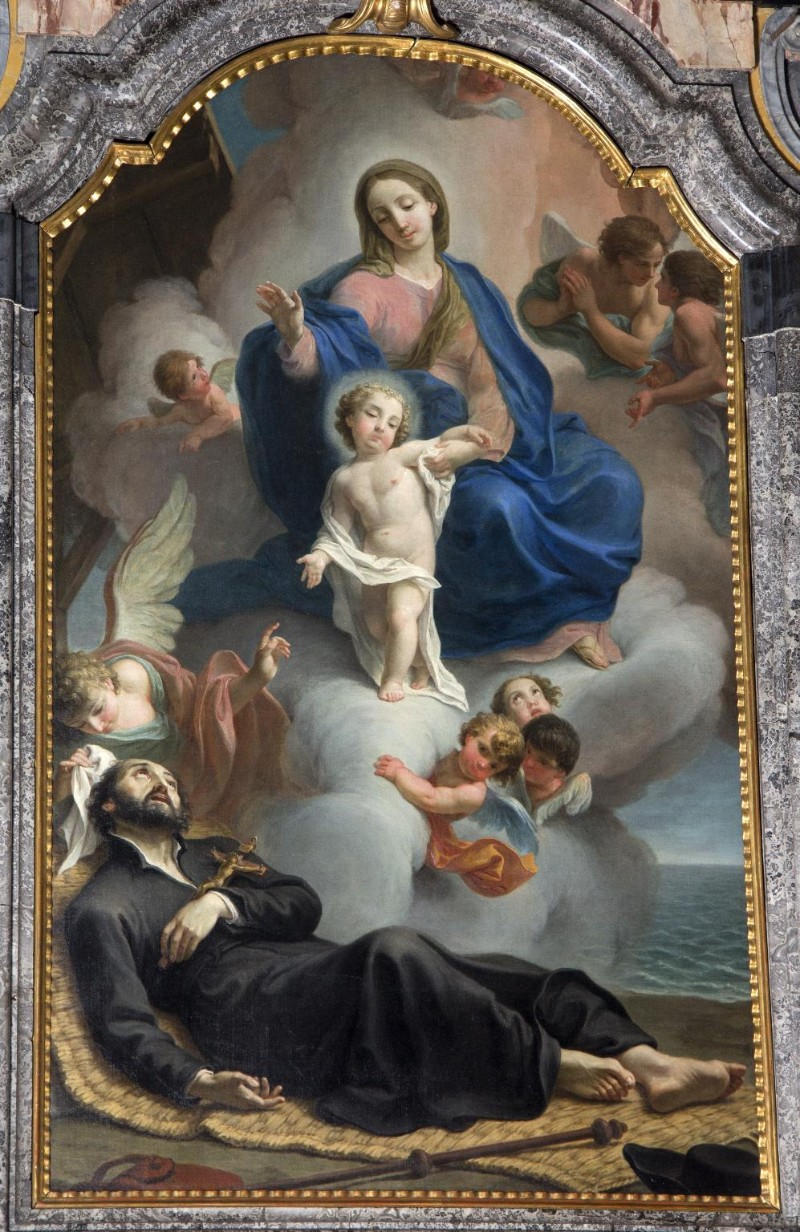
Giuseppe Peroni, La Madonna e San Francesco Saverio, olio su tela, 1760
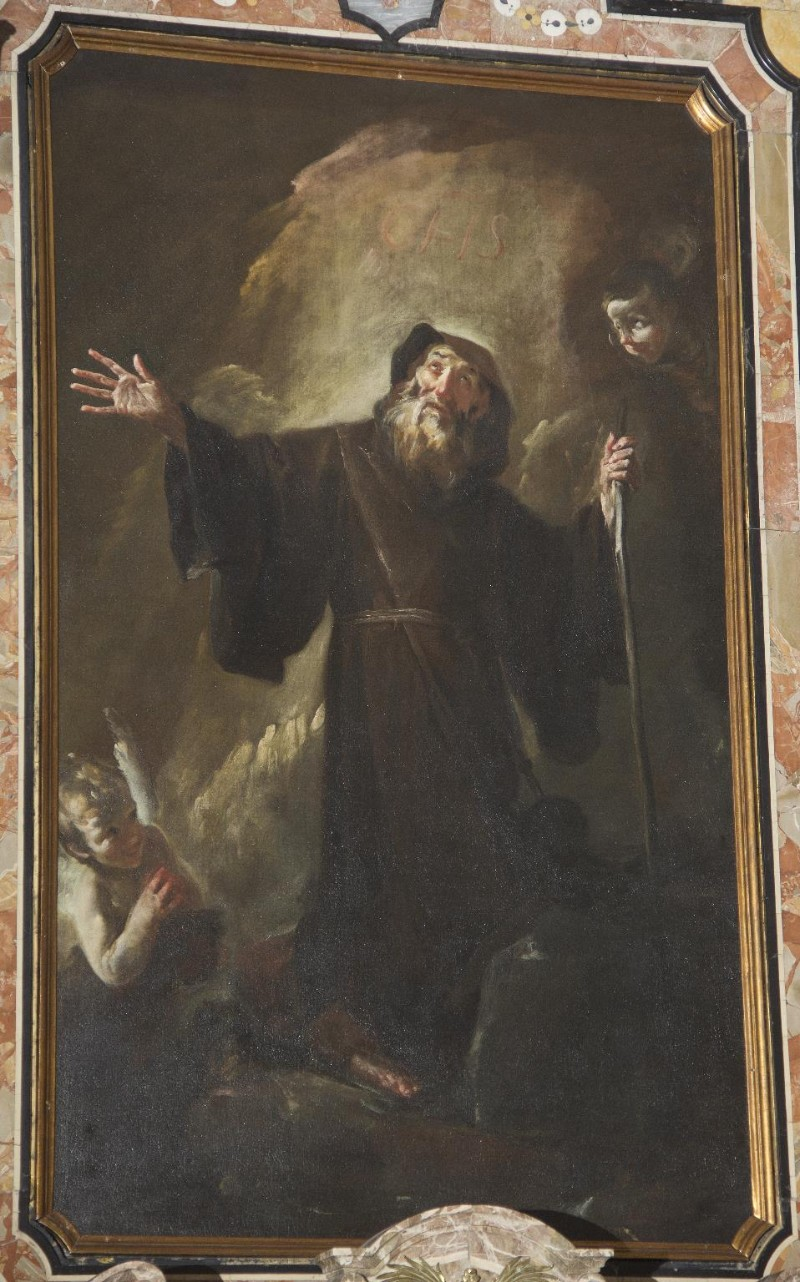
Federico Bencovich, detto il Fedrighetto, L'estasi di San Francesco da Paola, olio su tela, ca. 1720-1724

#### Area presbiterale

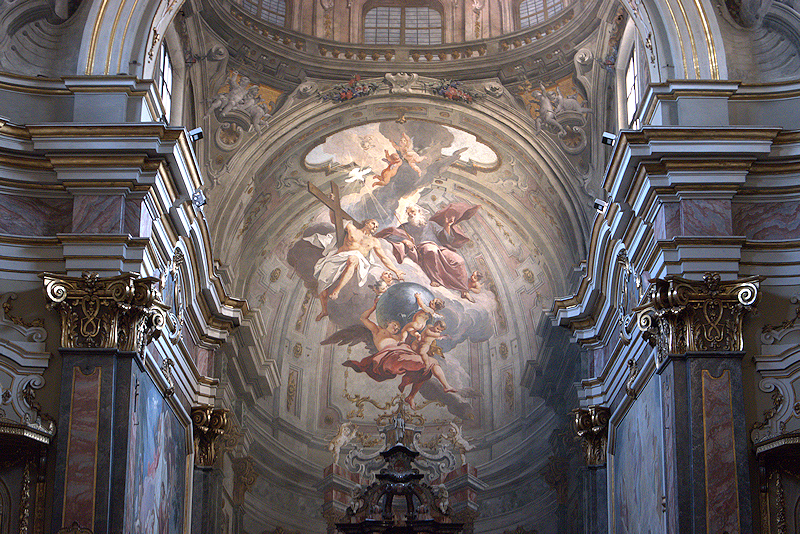
L'abside, piana ma affrescata con effetti fortemente illusori

Il presbiterio, chiuso verso l'aula da due balaustre con colonnette, è affiancato da due imposte con lesene e capitelli dorati. Ai lati dell'apertura, a destra e a sinistra, sono collocati due pulpiti in legno intarsiato del 1829/1830, opera di Giovanni Battista Annessa e dorati da Giovanni Mora nel 1831.
Anche la decorazione del presbiterio fu affidata nel 1766 ai fratelli Galliari coadiuvati da Giovanni Savanni cui affidarono la realizzazione dei due quadri laterali, successivamente incorniciati da Angelo Bacchetta con un rilievo a stucco nel 1866; raffigurano: Il Battesimo di Gesù e La Trasfigurazione. Non avendo spazio, la chiesa possiede una parete piana, ma i Galliari vi produssero uno spazio illusorio con cupola e balaustra, colonne e contrafforti, architetture aperte verso ipotetici edifici, tutti disegnati in prospettiva dal punto di vista di chi si colloca al centro dell'aula; all'interno di questa complessa scenografia i Galliari disegnarono sulla parte superiore La Gloria della Trinità.
L'altare, riadattato dalla chiesa precedente è stato abbellito dai Fantoni attorno agli anni 1725/1726, e consacrato nel 1815, come ricorda un'epigrafe posta dietro il dossale:
AUG CATTANEO EPISC

GUASTALL ARAM MAXIMAM

HUIUS SIBI PATRIAE

ECCLESIAE CONSACRAVIT»
Augusto Cattaneo vescovo

di Guastalla consacrò

l'altare maggiore di questa

natia chiesa»
L'altare è considerato pregevole, formato da intarsi con volute, fiori, uccellini che reggono rami, foglie e bacche.
Dietro il tempio si sviluppa un coro ligneo in noce pregiato composto da tredici stalli, due porte e seggio centrale, forse riadattato dalla precedente chiesa.

#### Parete destra

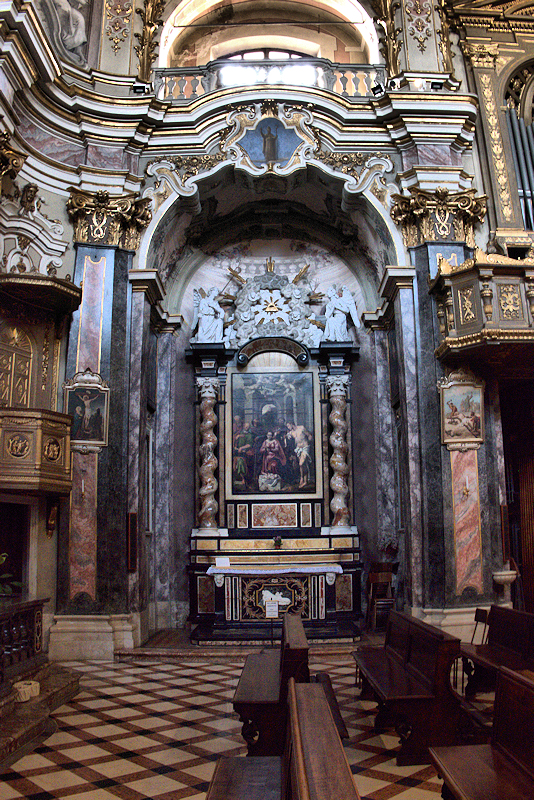
La cappella dedicata alla Natività

Alla terza campata destra si trova la cappella dedicata alla Natività e riporta nella chiave d'arco un Sant'Egidio titolare di una precedente dedicazione. Decorata, sempre con effetti illusionistici, dai fratelli Galliari, presenta alle pareti laterali due tele: L'incredulità di Tommaso del XIX secolo e San Carlo Borromeo del XVII secolo, entrambe di autore ignoto; una nicchia realizzata nel 1926 contiene una statua dedicata a San Gaetano Thiene.
L'altare, di autore incerto, potrebbe avere subito più interventi nel tempo, è in marmi policromi con al centro una formella che raffigura Gesù deposto dalla croce. Un basamento sorregge due colonne tortili, capitelli e due alti pulvini con angioletti in gesso inginocchiati; sopra l'arco si apre un motivo con nubi, testine d'angelo e il triangolo raggiato con l'occhio, simbolo di Dio.
L'ancona presenta la tela della Natività o Sacra conversazione, opera di Callisto Piazza, commissionata dal Consorzio nel 1537.

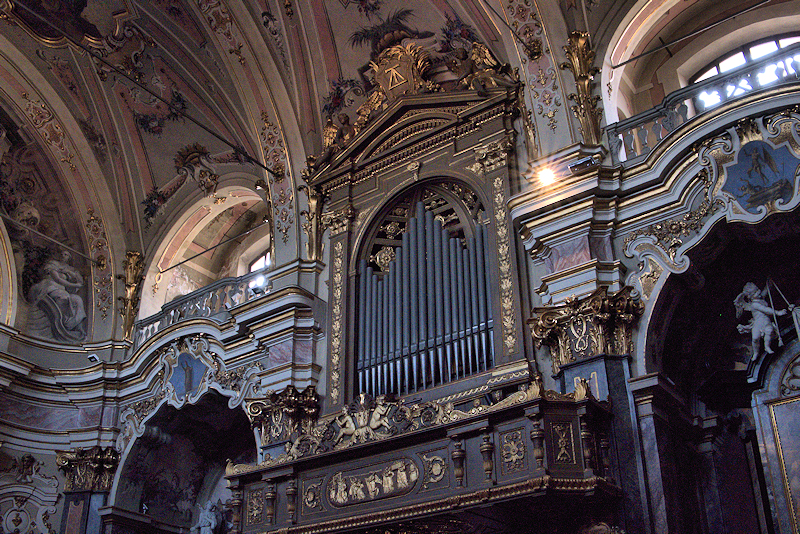
L'organo e la sua cantoria

La seconda campata destra contiene la bussola d'ingresso e, sopra, l'organo collocato in una cassa decorata da festoni e capitelli e realizzata nel 1785 da Giacomo Caniani e dorata nel 1829 da Giovanni Mora. Lo strumento attuale è un “Benzi e Franceschini" del 1909, restaurato dalla ditta Inzoli Cav. Pacifico nel 2006. Consta di pedaliera a 27 pedali, due tastiere a 57 tasti, 1.577 canne. Questa la disposizione fonica:
| Pedale       |     |
| Contrabbassi | 16' |
| Bordone      | 16' |
| Basso        | 8'  |
| Violoncello  | 8'  |

| Grand'Organo |         |
| Principale   | 16'     |
| Principale   | 8'      |
| Dulciana     | 8'      |
| Flauto       | 8'      |
| Viola        | 8'      |
| Ottava       | 4'      |
| Duodecima    | 3 1/2'  |
| X Quinta     | 2'      |
| Ripieno      | 7 file' |

| Organo Espressivo |        |
| Principalino      | 8'     |
| Bordone           | 8'     |
| Viole di concerto | 8'     |
| Celeste           | 4'     |
| Flauto            | 4'     |
| Ottavina          | 4'     |
| Ripieno           | 3 file |

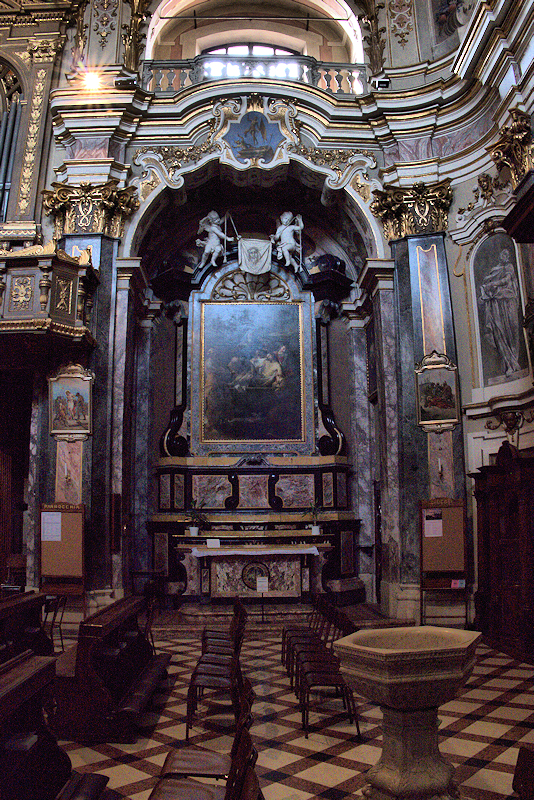
La cappella dedicata al Santo Sepolcro

Alla prima campata destra si apre la cappella dedicato al Santo Sepolcro, titolazione trasferita nel XVI secolo dalla primitiva chiesa parrocchiale collocata fuori le mura cittadine. Simile per struttura alle altre cappelle, sempre con decorazione dei fratelli Galliari, riporta sul medaglione d'ingresso la Resurrezione di Cristo ed ha la caratteristica di avere alla parete destra un vano che un tempo conteneva il fonte battesimale sopra il quale è appesa la tela della Crocifissione, di autore ignoto e datata 1733. Sulla parete opposta una nicchia contiene una statua dedicata a San Giuseppe.
L'altare, originariamente opera di Ambrogio Pedetti, fu riassettato da Domenico Catella nel 1820 e, forse, da Angelo Bacchetta nel 1885. È in marmo grigio, nero e bianco, con al centro un tondo con la croce. Sopra un alto basamento in marmo rosso sostiene due volute che continuano in due lese in marmo che sostengono una trabeazione mistilinea con conchiglia centrale; infine, due angioletti in marmo di Carrara tengono il velo della Veronica.
L'ancona riproduce la Deposizione di Gesù nel Sepolcro, una tela dell'artista toscano Pompeo Batoni del XVIII secolo.

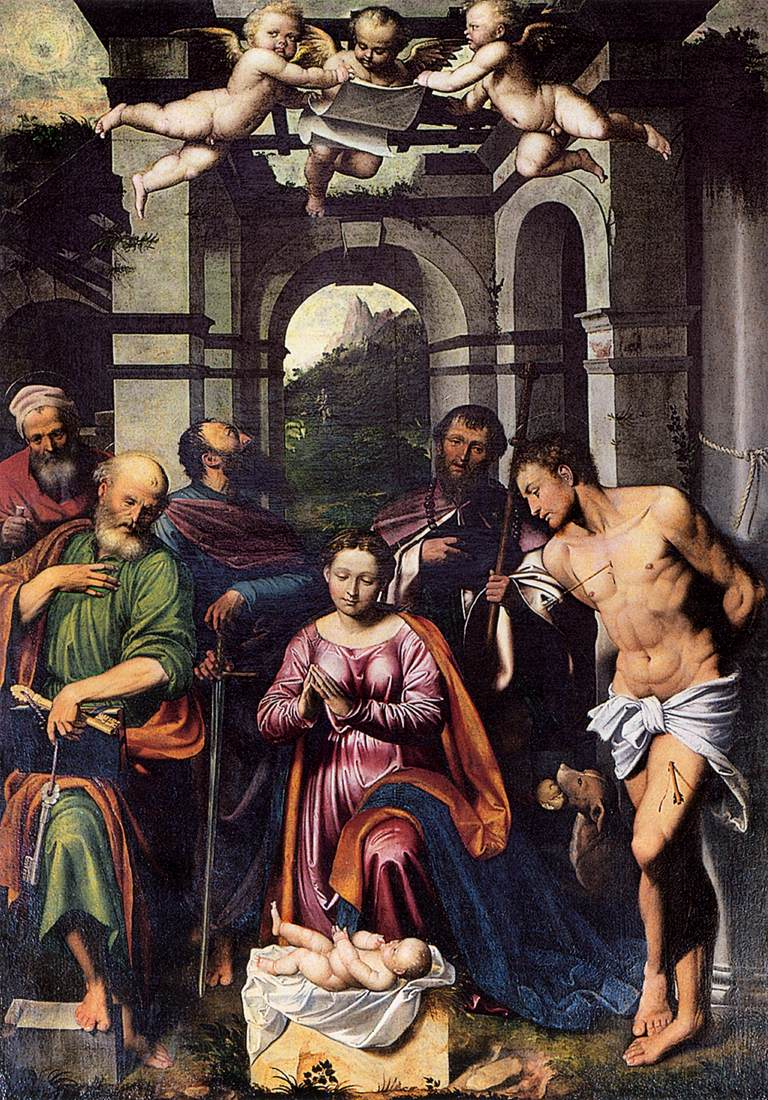
Callisto Piazza, Natività di Gesù, olio su tela, 1538
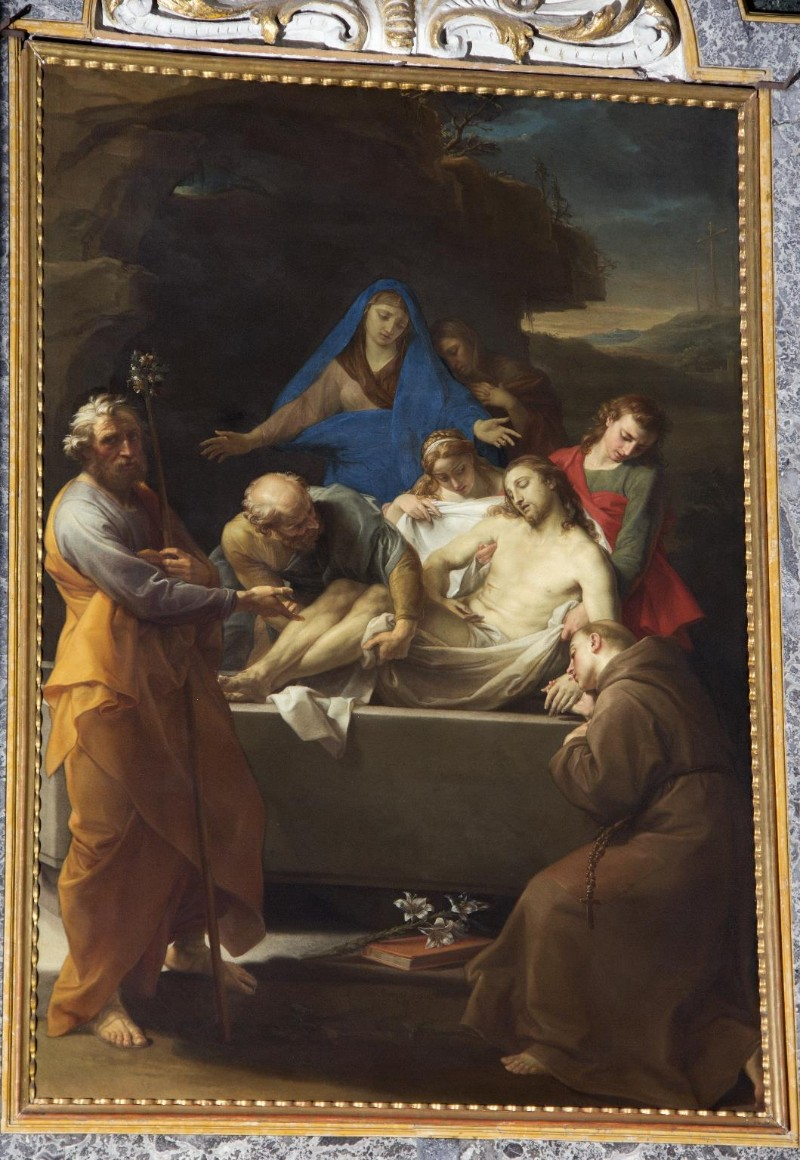
Pompeo Batoni, Gesù Cristo deposto nel sepolcro, olio su tela, 1761

#### Volta e controfacciata
La volta presenta una decorazione di Giuseppe Gru: nelle tre campate troviamo, oltre alla decorazione pittorica, tre grandi riquadri con contorno mistilineo che raffigurano episodi dell'antico testamento: Rebecca al Pozzo, La scala di Giacobbe e Mosè salvato dalle acque.

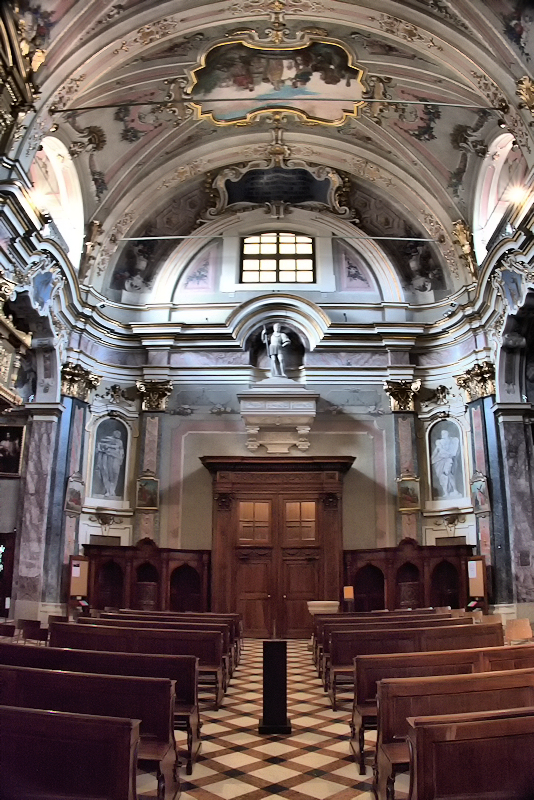
La controfacciata

La controfacciata presenta la bussola d'ingresso (Antonio Antolini, 1803) affiancata da confessionali in legno intagliato, opere del XIX secolo di Michele Franceschini. Ai lati dei confessionali sono dipinte due finte aperture con altrettante nicchie raffiguranti due profeti in stile monocromatico.
Davanti all'ingresso, l'acquasantiera in marmo chiaro è proveniente dalla precedente chiesa ove, forse, aveva la funzione di fonte battesimale.
Sopra l'ingresso è collocato il sarcofago cinquecentesco contenente i resti mortali di Bartolino da Terni, già presente nella precedente chiesa; vi si trova la statua che raffigura il condottiero con posa meditativa, opera dello scultore veneto Lorenzo Bregno come indica la firma posta alla base dell'opera:
L'urna, sostenuta da mensole riporta la seguente epigrafe:
ANN XL FLORIUT BARTO TERNUS

GENERE AEQUESTRIQ DIGNITATE

CLARUS HIC FIDE ET PATRIA

PLORANTIB TEGITUR DIE P

IULII MDIIXX»
primeggiò nelle truppe venete,

illustre per nobiltà equestre e

per stirpe, qui è posto da coloro

che lo piangono per la sua fede,

il suo valore e il suo amor patrio.»

#### Altre opere
Nella sacrestia è custodita una pala dedicata all'Adorazione dei magi, opera attribuita a Giovanni Brunelli e ricordo di un antico altare dedicato ai re Magi. Un'altra tela ivi custodita rappresenta San Francesco di Sales e Santa Francesca Chantal, opera ottocentesca di autore ignoto.
Nella chiesa vi sono conservate anche due bozzetti di Gian Giacomo Barbelli: Sant'Antonio di Padova e San Fermo e la Fuga in Egitto; una tela raffigurante la Strage degli innocenti è pure attribuita al Barbelli, con qualche dubbio.
Altre tele: La Madonna e San Felice di Cantalice di autori anonimi del XIX secolo e due opere del XVII secolo raffiguranti I miracoli di San Francesco di Paola.
Infine, si ricorda che nel 1764 il parroco Antonio Gozzoni introduceva il culto a San Gaetano e commissionava una tela a Gian Domenico Cignaroli, fratello in seconde nozze di Giambettino, raffigurante Il Redentore con Sant'Egidio, San Gaetano e San Francesco di Sales. La tela è firmata sul retro:
La tela ora è in deposito presso il Museo civico di Crema e del Cremasco.

## Galleria d'immagini

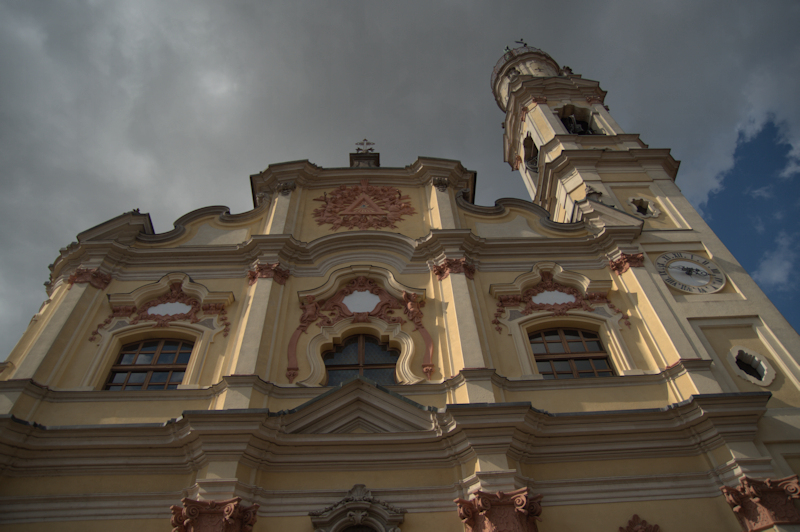
L'ordine superiore della facciata laterale
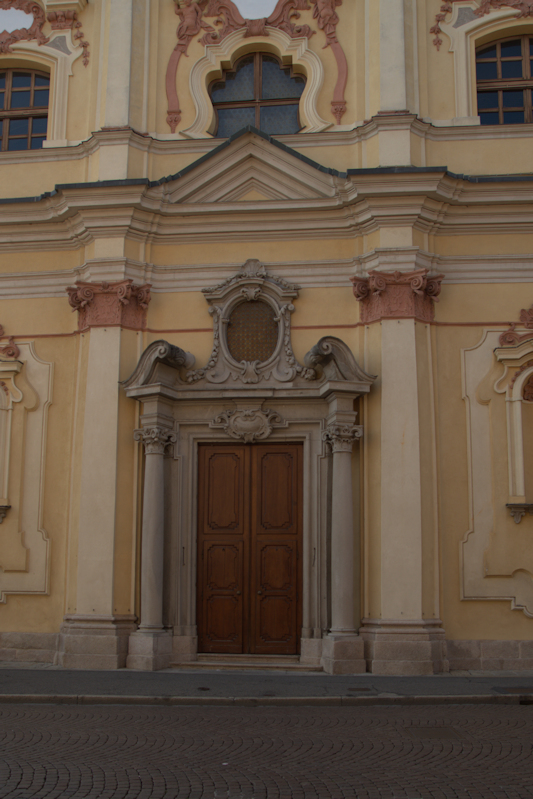
Il portale laterale
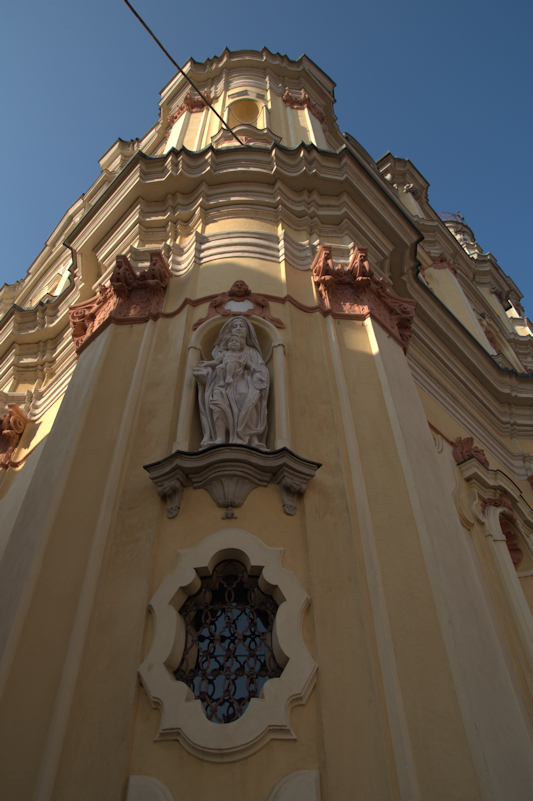
Il raccordo tra le due facciate
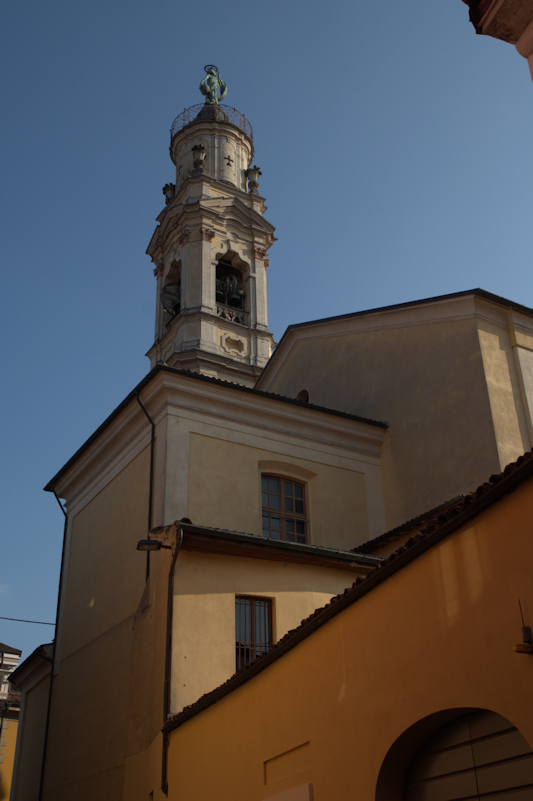
Vista posteriore, con il corpo che ospita il presbiterio
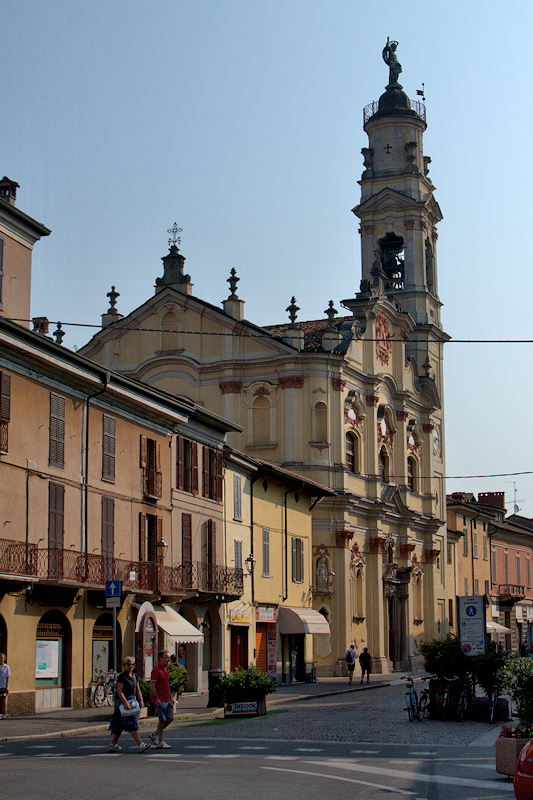
Veduta d'insieme lungo via XX Settembre
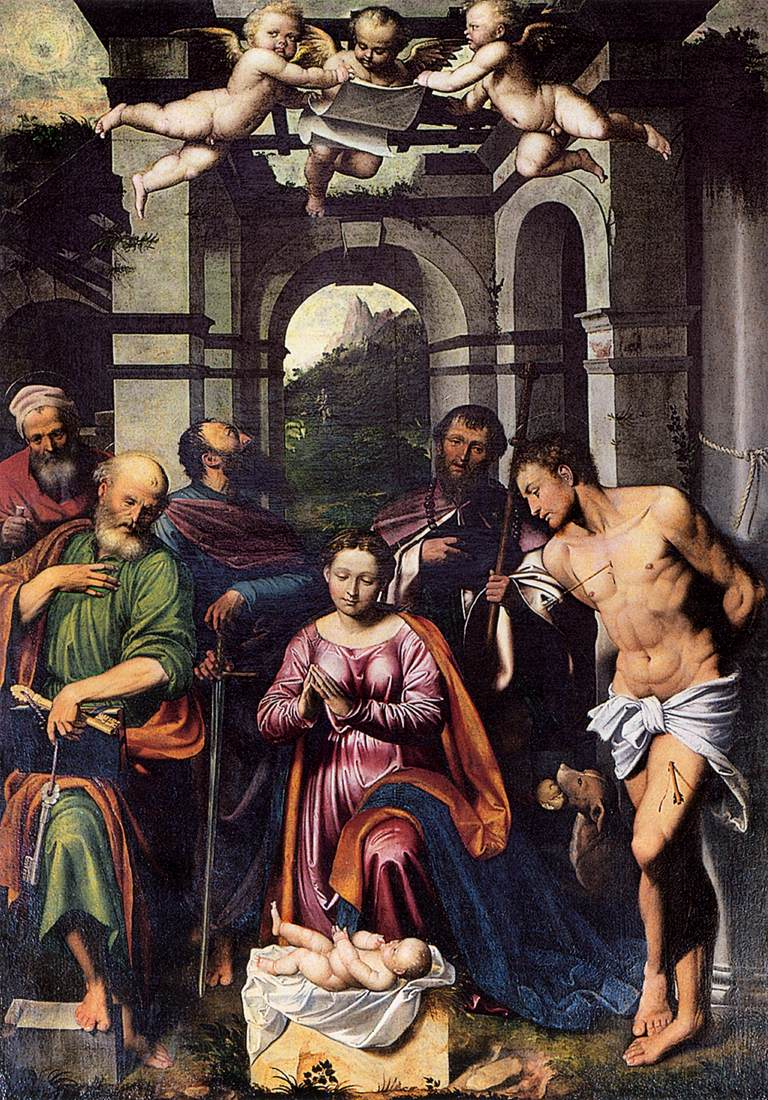
La tela della Natività di Callisto Piazza
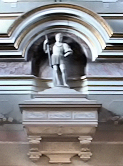
Monumento funebre di Bartolino da Terni